# Centroleninae
Centroleninae is een onderfamilie van kikkers uit de familie glaskikkers (Centrolenidae). De groep werd voor het eerst wetenschappelijk beschreven door Edward Harrison Taylor in 1951.
Er zijn 118 soorten in negen geslachten. Vijf van deze geslachten zijn pas in 2009 voor het eerst wetenschappelijk beschreven en zijn hierdoor niet altijd opgenomen in de literatuur. Alle soorten komen voor van het zuiden van Noord-Amerika tot in Zuid-Amerika. De kikkers zijn bodembewonend en leven tussen de bladeren van de strooisellaag in vochtige bossen.

## Taxonomie
Onderfamilie Centroleninae
- Geslacht Centrolene
- Geslacht Chimerella
- Geslacht Cochranella
- Geslacht Espadarana
- Geslacht Nymphargus
- Geslacht Rulyrana
- Geslacht Sachatamia
- Geslacht Stekelduimkikkers (Teratohyla)
- Geslacht Vitreorana

(Ikakogi) · 
Centroleninae · 
Hyalinobatrachinae